# 139 (číslo)
Sto třicet devět je přirozené číslo. Následuje po číslu sto třicet osm a předchází číslu sto čtyřicet. Řadová číslovka je stotřicátý devátý nebo stodevětatřicátý. Římskými číslicemi se zapisuje CXXXIX.

## Matematika
Sto třicet devět je
- čtvrté nejmenší trojciferné prvočíslo
- šťastné číslo.
- nepříznivé číslo.
- součet pěti po sobě jdoucích prvočísel (19 + 23 + 29 + 31 + 37).

- Toto číslo není palindromické v žádné číselné soustavě.

## Chemie
- 139 je neutronové číslo třetího nejstabilnějšího izotopu thoria a nukleonové číslo běžnějšího z obou přírodních izotopů lanthanu (tím běžnějším je 138La.[1]

## Doprava
- Silnice II/139 je česká silnice II. třídy na trase Horažďovice – Radomyšl – Písek.[2]
- Index KOV vozu Apee139 ČD

## Roky
- 139
- 139 př. n. l.